# Barata Flamejante
Barata Flamejante é um programa de televisão brasileiro realizado pela televisão por assinatura Multishow. Foi criado, dirigido e roteirizado por Ian SBF e exibido em uma temporada com treze episódios, estreando em 13 de junho de 2011 e finalizado em 5 de setembro. O elenco é formado por Camillo Borges, Letícia Lima, Rafael Infante.

## Enredo
Augusto (Camillo Borges) leva uma vida comum e pacata até descobrir estranhos superpoderes e sua identidade, o Barata Flamejante, começar a falar mais alto. Sua mulher Fernanda (Letícia Lima) se irrita com as confusões arrumadas pelo marido e coloca-o em um grupo de autoajuda para que ele desista da ideia. Nessa terapia ele conhece Fabio (Marcus Majella), o Crente, e Rafael (Rafael Infante), o Salamandra, que também tem problemas com a dupla personalidade de super-heróis e passam pela terapia em grupo com a psicóloga Vera (Vera Monteiro). No decorrer dos capítulos, porém, os três acabam descobrindo que não podem fugir da missão de proteger a cidade e acabam em divertidas confusões para salvar o dia, tudo escondido de Fernanda.

## Elenco
- Camillo Borges – Augusto (Barata Flamejante)
- Letícia Lima – Fernanda
- Marcus Majella – Fábio (Crente)
- Rafael Infante – Rafael (Salamandra)
- Vera Monteiro – Vera